# Jean de Thoiry
 Jean de Thoiry ou Jean de Thory est un sculpteur français, actif dans la seconde moitié du XIVe siècle et au début du XVe siècle : sa carrière est documentée de 1365 à 1409, mais ses œuvres, attestées par divers documents, ont disparu.

## Biographie et œuvres
Jean de Thoiry est originaire du nord de la France, peut-être de Valenciennes où il est reçu bourgeois le 12 décembre 1370 et désigné comme « tailleur d'images » ; il est mentionné pour la première fois en 1365 parmi les artistes qui décorent la cathédrale d'Arras. 
La présence de Thoiry est attestée ensuite à Paris, où le roi Charles V a développé un brillant mécénat artistique : le 8 juin 1378, dans un mandement du roi, il reçoit la somme de 30 francs « pour un ymage de saint Pierre Célestin » ; il s'agit de la statue de Célestin V réalisée pour le trumeau de l'église du couvent des Célestins à Paris, connue par une gravure de Carpentier dans l'ouvrage d'Aubin-Louis Millin, Antiquités nationales publié en 1790.
Jean de Thoiry est chargé par l'archevêque de Rouen Guillaume de Lestrange de lui préparer son tombeau : l'archevêque meurt le 2 mars 1389 et Jean de Thoiry reçoit la somme de 225 francs en 1391 pour ce monument, qui n'a pas été conservé. 
En 1391, il figure parmi les vingt-cinq peintres (dont Colart de Laon et Jean d'Orléans) et cinq sculpteurs (dont Robert Loisel) qui présentent les premiers statuts de la Communauté des maîtres peintres et sculpteurs de Paris ; ces Statuts, ordonnances et règlements de la Communauté des maistres de l'art de peinture et sculpture, graveure et enlumineure de ceste Ville et Faubourgs de Paris en 19 articles sont approuvés par le garde de la Prévôté de Paris le 12 août,. 
En 1398, dans le compte des recettes et des dépenses tenu de 1395 à 1406 par Dyne et Jacques Raponde, marchands et bourgeois de Paris, pour Gui VI de La Trémoille et son épouse Marie de Sully, apparaît le nom de Jean de Thory, payé pour le tombeau de Guy de La Trémoille, mort en 1397 : « Premièrement, à Jehan de Thory, ouvrier de tumbes, pour la façon de la tombe de Monseigneur de La Trémoille, le xie jour de janvier 1398, par mandement de ma dite Dame et certiffication 
de Mahiet Bougon, son conseillier, et quittance dudit ouvrier : 200 fr ».
En février 1409, Charles d'Orléans lui passe commande du tombeau de son père et de sa mère, Louis d'Orléans assassiné le 23 novembre 1407, et Valentine Visconti morte le 4 décembre 1408 ; un acompte de 500 livres tournois lui est versé le 9 février, sur les 1500 à payer pour cette œuvre. Thoiry est obligé, par le contrat qu’il passe avec Charles d’Orléans, de suivre la « devise et pourtraiture » laissée par le premier sculpteur, pressenti par Valentine Visconti ; ce marché, passé le 26 février, donne des éléments sur ce tombeau édifié dans la chapelle des Orléans de l'église du couvent des Célestins à Paris : réalisé en marbre noir, il s'ornait d'une galerie en albâtre de Pise ; les piliers supportaient un dais abritant des statues d'apôtres et de prophètes ; les gisants du duc et de la duchesse, en albâtre de Pise, étaient posés sur une dalle de marbre noir ; les dais au-dessus de leur tête étaient séparés par une statue représentant Abraham accueillant leurs âmes dans son sein ; à leurs pieds figuraient un lion et une chienne ; ce tombeau, décrit en 1451 par Antoine Astesan dans l'Éloge descriptif de la ville de Paris et des principales villes de France, semble avoir disparu à la fin du XVe siècle.
Le nom de Jean de Thoiry ne figure plus après 1409 dans aucun document ; son fils Pierre de Thoiry, également sculpteur, est actif dans la première moitié du XVe siècle.